# Сермите
Сермите (латыш. Sermīte) — населённый пункт в Кулдигском крае Латвии. Входит в состав Лайдской волости. Расстояние до города Кулдига составляет около 36 км. По данным на 2017 год, в населённом пункте проживало 204 человека. Есть библиотека, почтовое отделение, магазин.

## История
Село ранее являлось центром поместья Сергемитен.
В советское время населённый пункт входил в состав Лайдского сельсовета Кулдигского района. В селе располагалась центральная усадьба колхоза «Узвара».